# البطيشة
البطيشة الظاهر أنها مزرعة من قرى قضاء صور في محافظة الجنوب.